# Doença de desgaste da estrela-do-mar

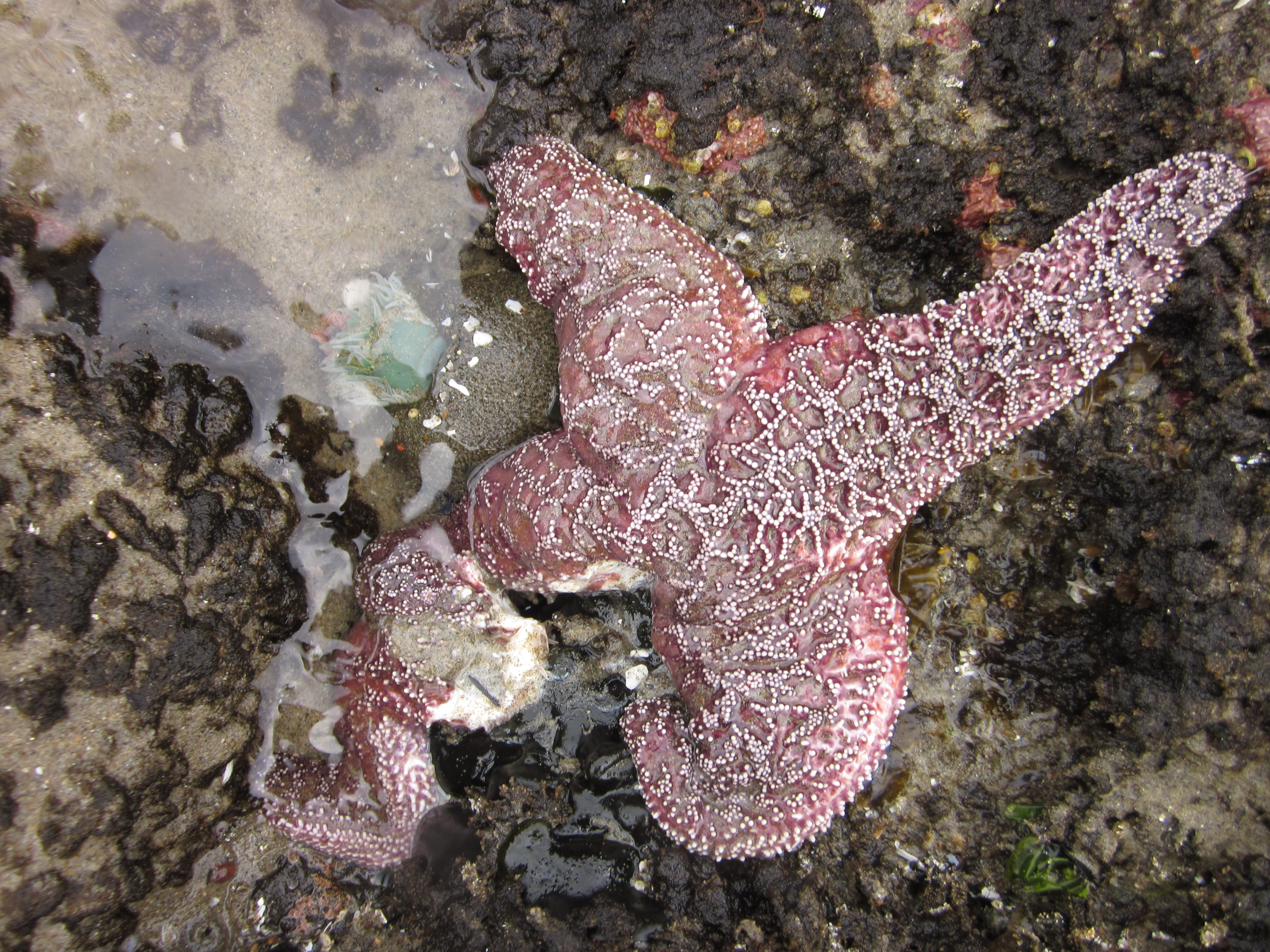
O braço desta estrela-do-mar en no Oregon está se desintegrando devido à doença de desgaste da estrela-do-mar.

Doença de desgaste da estrela-do-mar ou síndrome consumptiva da estrela-do-mar é uma enfermidade que afeta estrelas-do-mar e diversos outros equinodermos, manifestando-se de forma esporádica e resultando em mortalidade em massa [en] dos indivíduos acometidos. Aproximadamente 40 espécies de estrelas-do-mar foram impactadas por essa doença, sendo pelo menos 20 delas encontradas na costa noroeste, do México ao Alasca. A doença parece estar associada ao aumento da temperatura da água em algumas regiões, embora não em todas. Ela se inicia com o aparecimento de lesões, seguido pela fragmentação do corpo e, por fim, a morte. Em 2014, sugeriu-se que a doença estaria ligada a um vírus de DNA de fita simples, conhecido como densovírus associado à estrela-do-mar [en] (SSaDV). Contudo, essa hipótese foi refutada por estudos recentes em 2018 e 2020. A doença de desgaste da estrela-do-mar ainda não é totalmente compreendida.

## Sintomas
O primeiro sintoma típico da doença de desgaste da estrela-do-mar é a recusa em aceitar alimento, seguida por letargia que pode durar semanas, até o surgimento de lesões brancas na superfície da estrela-do-mar, que se espalham rapidamente. Em seguida, ocorre a decomposição do tecido ao redor das lesões. O animal torna-se flácido à medida que o sistema vascular de água falha, impossibilitando a manutenção do equilíbrio hidrostático interno. A estrela-do-mar perde aderência ao substrato, sua estrutura corporal começa a colapsar, aparecem sinais de estiramento entre os braços, que podem se torcer e desprender-se, culminando na morte do animal. Os braços desprendidos podem continuar se movendo por um tempo. Esse processo pode ser rápido, levando à morte em poucos dias.
Uma aparência murcha pode anteceder outros sinais morfológicos da doença. Todos esses sintomas também estão associados a características comuns de estrelas-do-mar em estado de saúde debilitado e podem surgir quando um indivíduo fica encalhado muito acima na zona entremarés, desidratando-se, por exemplo. A "verdadeira" doença de desgaste estará presente em indivíduos encontrados em habitats adequados, frequentemente entre outros que também podem estar afetados.
O resultado final é uma massa branca, pastosa e desintegrada, que não mais se assemelha a uma estrela-do-mar.

## Praga de 1972
A praga de 1972 foi o primeiro caso notável da doença de desgaste da estrela-do-mar. Cientistas observaram um declínio rápido na população de estrelas-do-mar comuns (Asterias rubens) na costa leste dos Estados Unidos. Os sintomas incluíam flacidez, perda de braços e, por fim, a transformação em uma pasta branca semelhante a muco.

## Praga de 1978
Em 1978, um grande número de Heliaster kubiniji [en] sucumbiu a uma doença de desgaste no Golfo da Califórnia. Na época, suspeitava-se que altas temperaturas da água fossem um fator causal. Essa estrela-do-mar tornou-se localmente extinta em algumas áreas do golfo, e algumas populações não se recuperaram até o ano 2000. Por ser um predador de topo, sua ausência teve impactos profundos no ecossistema. Nas Ilhas do Canal da Califórnia, dez espécies de estrelas-do-mar foram afetadas, assim como três espécies de ouriço-do-mar, duas estrelas quebradiças e um pepino-do-mar, todos sofrendo declínios populacionais significativos.

## Pragas de 2013 até o presente
Em julho de 2013, populações de estrelas-do-mar sofreram um declínio rápido na costa leste dos EUA, entre Nova Jersey e Maine. Três anos antes, houve um aumento significativo no número de estrelas-do-mar, mas, em 2013, elas começaram a morrer sem uma causa aparente. Na costa do Pacífico, uma mortalidade em massa foi inicialmente observada em estrelas-do-mar-ocre e girassol em Som de Howe [en], Colúmbia Britânica. No final de agosto, a doença se estendia do Alasca à fronteira com o México, afetando mais de 20 espécies de estrelas-do-mar na costa oeste da América do Norte.
No início de setembro de 2013, uma mortalidade em massa foi relatada na costa da Colúmbia Britânica, com o fundo do mar coberto por estrelas-do-mar-girassol (Pycnopodia helianthoides [en]) em desintegração, com braços e discos separados. A estrela-do-sol-da-manhã (Solaster dawsoni [en]) também apresentava mortalidade, sem causa evidente. Caso tenha sido provocada por infecção ou toxinas, as duas espécies podem ter se influenciado mutuamente, pois suas dietas incluem estrelas-do-mar.
Na primavera/verão de 2013, relatos de estrelas-do-mar com sintomas de desgaste vieram de Vancouver, Colúmbia Britânica, e do sul e centro da Califórnia. Os sintomas se espalharam por Califórnia, Washington e sul do Canadá ao longo de 2013, mas a doença só começou a afetar estrelas-do-mar na zona entremarés do Oregon na primavera de 2014. A compreensão detalhada do padrão de propagação foi obtida por cientistas marinhos ao longo da costa e por cientistas cidadãos, que registraram observações de estrelas-do-mar com e sem sintomas em um banco de dados online.
Graças a estudos populacionais anteriores ao surto, há uma boa compreensão de como a doença afetou o tamanho e a dinâmica das populações. Um estudo da estrela-do-mar-ocre (Pisaster ochraceus [en]) de San Diego, Califórnia, ao sul da Colúmbia Britânica, e em dois locais perto de Sitka, Alasca, mostrou que os declínios foram proporcionalmente maiores no sul da costa; como as populações são geralmente maiores em locais mais ao norte, o número de mortes foi mais elevado nessas regiões.
Em outubro de 2013, em um tanque de laboratório marinho na Califórnia com várias espécies, outras estrelas-do-mar começaram a exibir sintomas semelhantes. A estrela-do-mar-ocre (Pisaster ochraceus [en]) foi a primeira afetada, com a maioria desenvolvendo sintomas, perdendo braços e morrendo em cerca de uma semana. Posteriormente, a estrela-do-arco-íris (Orthasterias koehleri [en]) também morreu, mas a estrela-do-morcego (Patiria miniata [en]) e a estrela-de-couro (Dermasterias imbricata [en]), que se alimentavam dos cadáveres no mesmo tanque, não foram afetadas. Na Reserva Marinha Estadual de Natural Bridges [en], Califórnia, a estrela-do-mar-ocre, comum nos leitos de mexilhões, desapareceu completamente até novembro de 2013.
Até 2021, a doença de desgaste da estrela-do-mar, após seu surto inicial em 2013, é considerada uma epizootia marinha recorde. Há sinais de recuperação das populações de estrelas-do-mar-ocre (Pisaster ochraceus [en]), com maior número de juvenis na zona entremarés, especialmente no norte da costa do Pacífico. Contudo, a biomassa e a função ecológica dessas estrelas, como predadoras de mexilhões, permanecem abaixo dos níveis pré-doença.

## Localizações
Atualmente, a maioria dos casos está na costa oeste da América do Norte, afetando estrelas-do-mar desde a Baixa Califórnia até o Golfo do Alasca. Eventos de desgaste também foram relatados globalmente.

## Causas
Até novembro de 2013, nenhuma causa identificável havia sido encontrada. Bactérias patogênicas não pareciam estar presentes, e, embora a praga pudesse ser causada por um patógeno viral ou fúngico, nenhum agente causal foi identificado. Cada episódio pode ter uma causa distinta.
Outras causas sugeridas incluem altas temperaturas do mar, depleção de oxigênio e baixa salinidade devido ao escoamento de água doce. Pesquisas indicam que temperaturas elevadas podem estar ligadas à doença, aumentando sua incidência e virulência. Ela é mais prevalente em águas abrigadas do que em mares abertos com forte movimentação de ondas. Um efeito do aquecimento global é o aumento das temperaturas marinhas, com uma onda de água excepcionalmente quente ao longo da costa oeste dos EUA, onde as estrelas-do-mar estão morrendo. Isso pode afetar tanto as estrelas-do-mar quanto as populações de equinodermos em geral. Um parasita ciliado protozoário (Orchitophrya stellarum [en]) que consome esperma e emascula estrelas-do-mar machos prospera em temperaturas mais altas. Contudo, a temperatura não esteve relacionada ao surto inicial em muitos locais. Diferentemente de outras doenças da vida selvagem, não houve relação entre a densidade de estrelas-do-mar antes do surto e a gravidade do declínio populacional, desafiando previsões baseadas no entendimento típico de propagação de doenças.
Pesquisas de 2014 mostraram que a causa é transmissível entre estrelas-do-mar e que o agente é um microrganismo do tamanho de um vírus. O densovírus associado à estrela-do-mar [en] (SSaDV) foi o principal candidato, mais abundante em estrelas-doentes. Porém, as evidências são inconclusivas, e o mecanismo de ação do vírus não é totalmente compreendido. Estudos de 2018 e 2020 mostraram que o SSaDV não está associado à doença. A doença pode não ser de natureza patogênica ou infecciosa. Estudos de 2021 sugerem que ela esteja ligada a microrganismos na camada limite difusiva ao redor dos tecidos das estrelas-do-mar; temperaturas elevadas e aumento de matéria orgânica do fitoplâncton podem levar à depleção de oxigênio, afetando a respiração das estrelas-do-mar.

## Tratamento
Em 2014, o Zoológico e Aquário de Point Defiance [en] perdeu mais da metade de suas 369 estrelas-do-mar, reduzindo-se a menos de 100 até setembro de 2015. O aquário tratou as afetadas com antibióticos em 2014, com resultados eficazes. O Aquário da Costa do Oregon [en] utilizou Seachem Reef Dip seguido de probióticos. Embora o mecanismo seja desconhecido, evidências sugerem que uma mutação no locus do fator de alongamento 1-alfa em Pisaster ochraceus pode estar associada a menor mortalidade.

## Espécies afetadas

#### Mais afetadas (altas taxas de mortalidade):
- Solaster dawsoni [en] (estrela-do-sol-da-manhã),
- Pisaster brevispinus (estrela-rosa-gigante),
- Pisaster ochraceus [en] (estrela-ocre/púrpura),
- Pycnopodia helianthoides [en] (estrela-do-mar-girassol),
- Evasterias troschelii [en] (estrela-mosqueada),

#### Afetadas (alguma mortalidade):
- Dermasterias imbricata [en] (estrela-de-couro),
- Solaster stimpsoni [en] (estrela-do-sol-listrada),
- Orthasterias koehleri [en] (estrela-do-arco-íris),
- Henricia spp. (estrela-de-sangue),
- Leptasterias spp. [en] (estrela-de-seis-braços),
- Patiria (Asterina) miniata [en] (estrela-do-morcego),
- Asterias rubens (estrela-do-mar-comum),
- Pisaster giganteus [en] (estrela-gigante)